# Zuby
Zuby – część wsi Ciotusza Nowa w Polsce, położona w województwie lubelskim, w powiecie tomaszowskim, w gminie Susiec.
W latach 1975–1998 Zuby administracyjnie należały do województwa zamojskiego.